# Bouchara
Bouchara est une marque française de linge de maison, de tissu d'ameublement et de décoration, fondée à Marseille en 1899 par Jacques Bouchara. Bouchara vend des articles de décoration, linge de maison, arts de la table, tissus et vêtements d'intérieur.
La marque est exploitée par la société Eurodif, filiale du Groupe Omnium dirigé par Robert Lascar.

## Historique

### Origines de l'entreprise (1899-1991)

#### Débuts

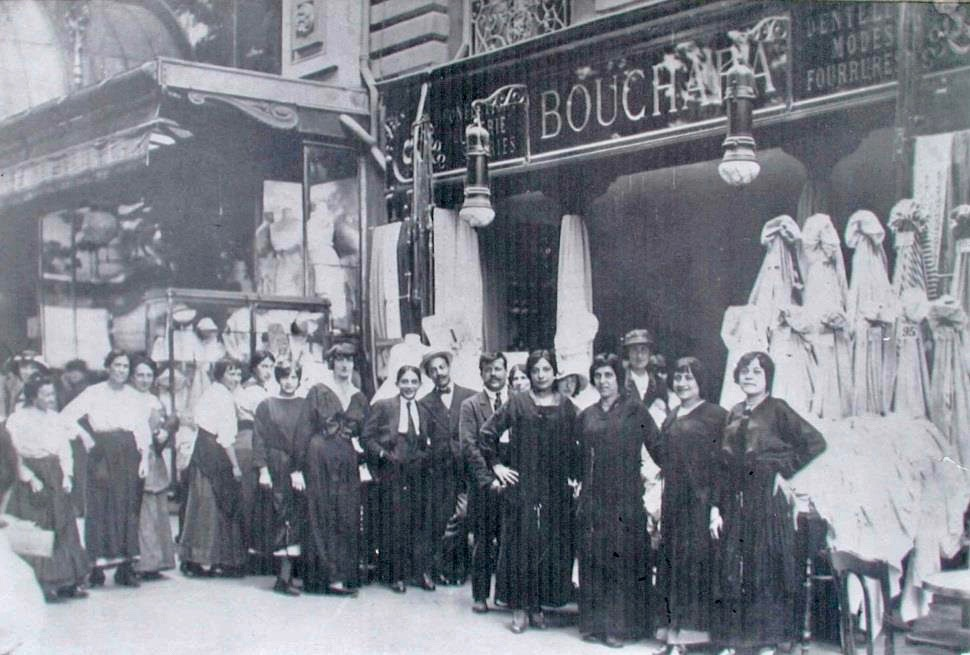
La boutique Bouchara à Marseille

En 1899, Jacob Bouchara ouvre sa première boutique à Marseille. Son fils, Charles Bouchara, propose la vente de « tissus au kilomètre ».
Aziel Abrami, Charles Bouchara et Georges Molina lancent la société « Bouchara », qui monte des magasins à Montpellier et Carcassonne. À partir des années 1930, la chaine se développe.

#### Implantation en France
Durant les années 1930, Bouchara s’implante dans diverses villes de province et à Paris en 1935. Bouchara développe ses achats et ses partenariats avec les soyeux lyonnais.
Un rayon spécial mariage nommé « le Blanc » est créé. Le rayon « Noir » est lancé avec le succès de la « petite robe noire » créée par Mademoiselle Chanel. Un rayon draperie pour la confection de costumes hommes est instauré.
Entre 1939 et 1945, durant la Seconde Guerre mondiale, les magasins sont pratiquement fermés du fait du manque d’approvisionnement et de l’occupation.

#### 1945-1969

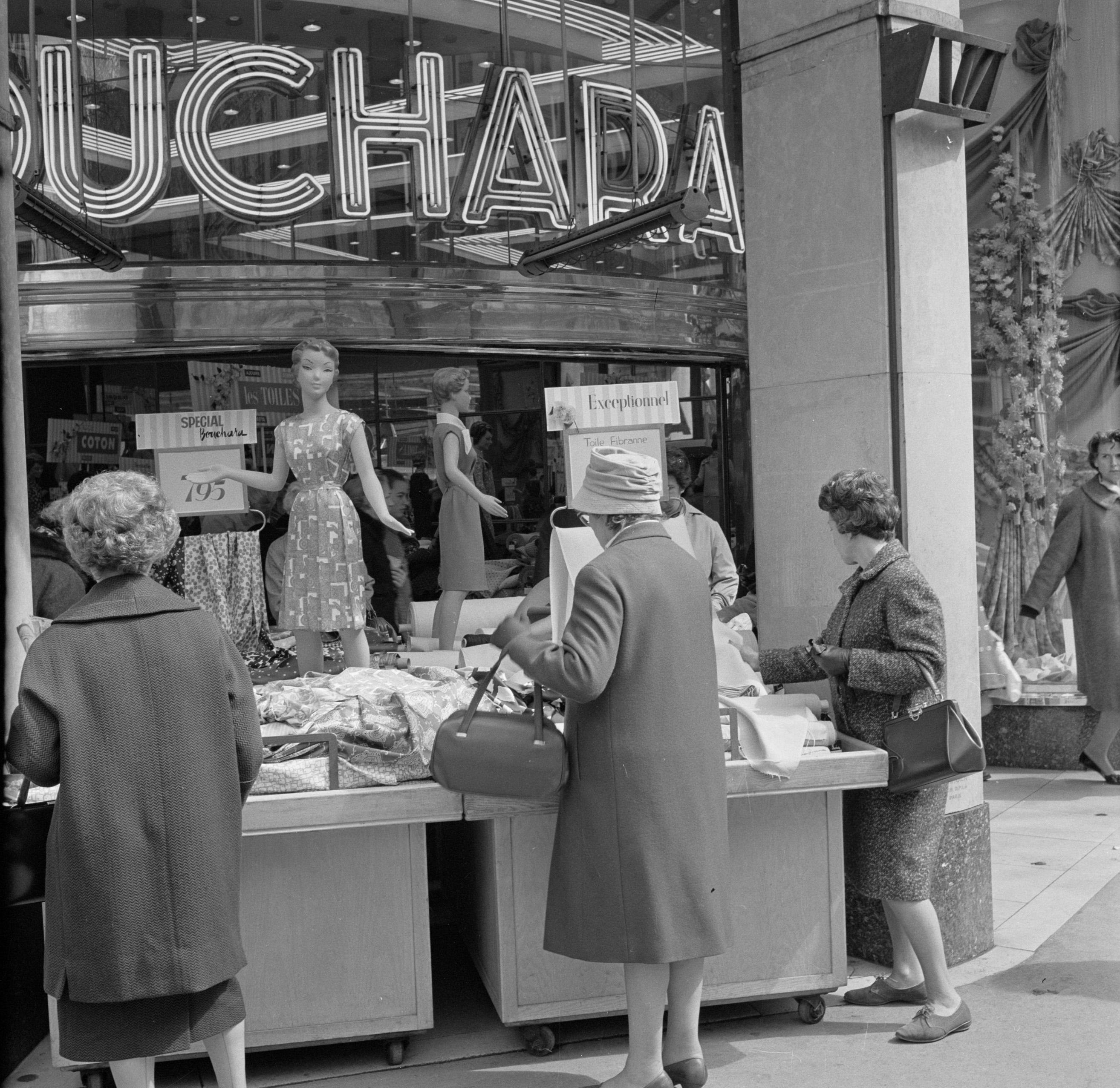
Devanture du magasin de la rue La Fayette à Paris, en 1965. Photographie : Willem van de Poll.

Entre 1945 et 1969, le magasin parisien s’agrandit face à la concurrence représentée par le développement du prêt-à-porter. Bouchara vend aussi des tissus au mètre pour l’ameublement intérieur.

#### Années 1980-1990
De nouveaux rayons en libre-service tels la mercerie et les patrons apparaissent. Dans les années 1980, Bouchara vend des tissus d’ameublement en grandes largeurs pour la confection des rideaux. Au début des années 1990, Bouchara vend les rideaux prêt-à-poser.

### L'entreprise entre 1992 et 2008

#### Rachat par Eurodif et Omnium
La marque et les points de vente Bouchara changent d’actionnaires en 1992. Une autre entreprise, le groupe Omnium, achète l'entreprise. À partir de cette date, la marque est également distribuée dans les points de vente Eurodif qui appartiennent au même groupe.

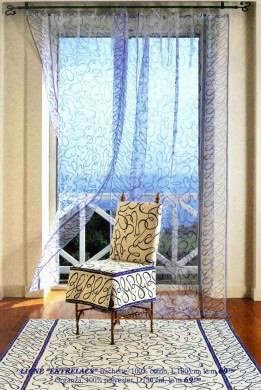
Les produits Garouste & Bonetti, Bouchara Collection

#### Investissements dans des produits de linge de maison
Bouchara investit le marché du linge de maison : Bouchara Collection, centré sur le linge de lit, le linge de toilette, la ligne de table...
Bouchara passe contrat avec des peintres pour éditer des tissus. Deux éditions nommées de « La Toile au Tissu » sont proposées à la vente en 1996 et 1997. La troisième édition appelée « du Design au Tissu » est conçue par Garouste & Bonetti,.

#### Rénovation du magasin parisien, ouverture de magasins en province
En 1995, le magasin parisien est rénové. Le grand magasin à Paris déménage en 1999 à quelques centaines de mètres.[réf. nécessaire].
Les points de vente de Bordeaux et Lille ouvrent leurs portes en 1996, suivis de Nantes, Toulouse et d'autres villes françaises.

#### Actions dans les années 2000
L'entreprise lance une formation ciblant les métiers de la vente et du management des magasins de tissus et de textile de maison, nécessitant des connaissances techniques différentes des commerces de prêt-à-porter. Trois types de magasins sont créés (la boutique, le classique, le mégastore) et les implantations sont rénovées.
En 2005, Bouchara propose la prestation « Solution Mode by Bouchara », qui tient de la couture sur-mesure et du prêt-à-porter.
La maison mère rencontre des difficultés financières à cause d'une autre filiale du groupe[Qui ?]. À partir de 2006, le groupe auquel appartient Bouchara connait une restructuration financière et vend treize points de vente[source insuffisante].
En 2008, le grand magasin parisien ferme ses portes, mais la marque est conservée.

### De 2009 à nos jours

#### Changement de positionnement
En 2009, la marque Bouchara modifie son positionnement et crée la marque Bouchara Paris[source insuffisante].
À la fin du 1er semestre de la même année, Bouchara ouvre un site marchand. La marque Bouchara Collection continue d’être commercialisée dans les points de vente Eurodif.
Bouchara vend une gamme de produits de textile de maison outdoor dans une chaîne nationale[pas clair].

#### Ouverture de Bouchara Boutique à Cannes
En juin 2012, Bouchara Boutique rouvre à Cannes,.

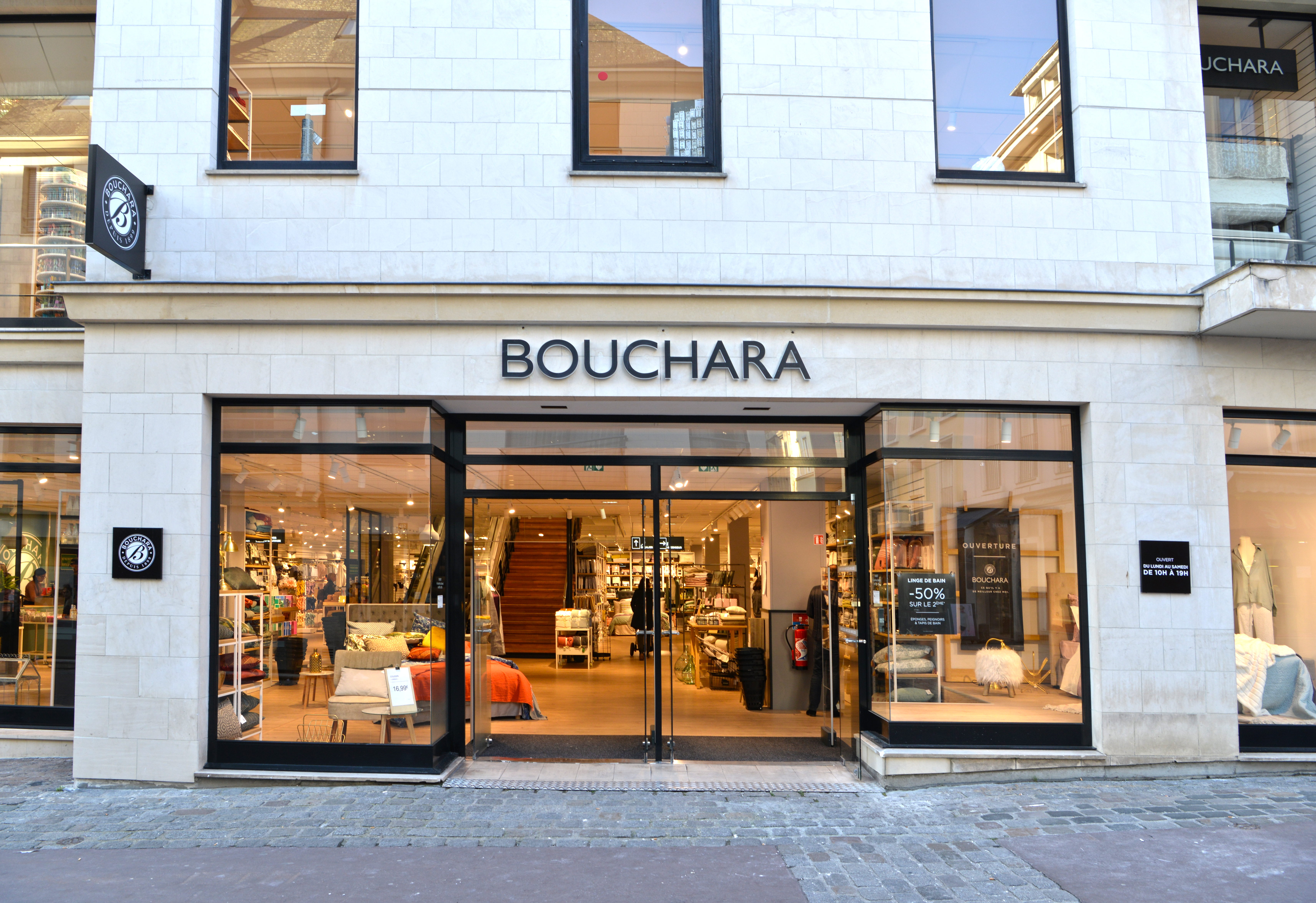
Magasin Bouchara à Rouen

#### Investissements dans de nouveaux marchés
En 2013, la marque commercialise des gammes d’arts de la table et de petite décoration.
Bouchara évolue et investit de nouveaux marchés. La marque change de logo et développe des capsules dans divers secteurs tels la lingerie, la chambre d’enfant et la layette.

#### Bouchara et la société Eurodif
Bouchara est présent en France[source insuffisante]. Cette situation résulte du partenariat entre la marque Bouchara et la société Eurodif, qui se voit confier la licence d’enseigne Bouchara. La société Eurodif conserve l’exploitation et la gestion de son réseau de points de vente.
À l’automne 2016, le magasin Eurodif de Dijon ouvre ses portes. Les 80 magasins Eurodif sont rebaptisés Bouchara en majorité durant l’été 2017.
La marque Bouchara en se rapprochant de son partenaire historique ouvre un magasin à Rouen.

## Produits

### Évolution de l’offre d’origine

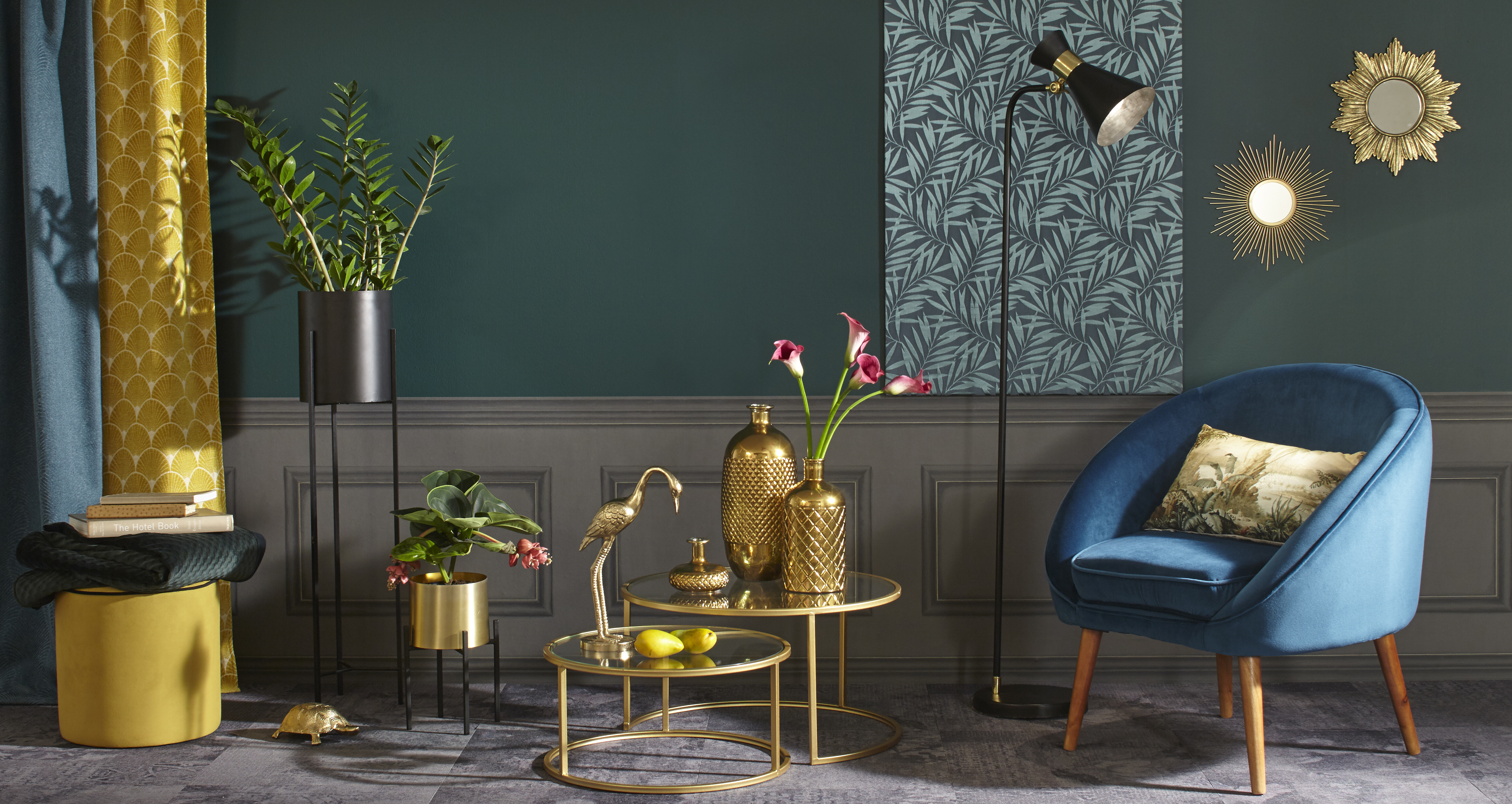
Collection Bouchara

La ligne de produits historiques est le tissu au mètre. Bouchara développe également les accessoires de la fenêtre, la mercerie, les textile et linge de maison, les arts de la table, la petite décoration, la chambre d’enfants et la lingerie de nuit.

### Collaborations
À partir de 1996, Bouchara conclut des contrats pour ses collections[réf. non conforme] auprès d'artistes.
Depuis la création de la société, Bouchara a diffusé et vendu des produits en toile de Jouy. En 2011, une collaboration avec le Musée des Impressions de Mulhouse est conclue.

### Positionnement de Bouchara en 2016
Bouchara adopte un nouveau positionnement en 2016 en prévision du changement d’enseigne des points de vente Eurodif. L'offre linge de maison et décoration reste centrale dans les produits de la société.